# 39e division (armée impériale japonaise)
Pour les articles homonymes, voir 39e division.
La 39e division (第39師団, Dai-sanjū-kyū shidan) est une unité d'infanterie de l'armée impériale japonaise. Son nom de code est Division Wisteria (藤兵団, Fuji-heidan). Elle est créée le 30 juin 1939 à Hiroshima en même temps que les 38e, 40e et 41e divisions.

## Histoire
Le 2 octobre 1939, elle rejoint la 11e armée en Chine centrale. En mai 1940, la 39e division participe à la bataille de Zaoyang-Yichang. Le 20 janvier 1941, elle est affectée à la bataille du sud de Henan, effectuant des opérations de ratissage dans l'ouest de Suizhou. Plus tard, elle participe à la troisième bataille de Changsha. Longtemps après, la 39e division occupe des positions défensives à Yichang.
La division est affectée à la 34e armée en juillet 1944. Fin mars-début mai 1945, elle participe à la bataille de l'ouest du Henan et du nord du Hubei, avançant jusqu'au district de Fancheng et à Xiangyang. Elle rejoint l'armée japonaise du Guandong dans la défense du Mandchoukouo en mai 1945, et son régiment de reconnaissance (en) et d'autres petites sous-unités sont détachées de la division. Le détachement, augmenté des restes de la 68e division, est utilisé pour former la 132e division. La 39e division arrive au Mandchoukouo le 30 juillet 1945 et est affectée à la 30e armée dans l'attente d'une invasion soviétique de la Mandchourie. Employée pour construire des fortifications, la 39e division ne combat pas les Soviétiques jusqu'à la capitulation du Japon le 15 août 1945.